# Game Show Network
Pour les articles homonymes, voir GSN.
Game Show Network (GSN) est une chaîne de télévision américaine spécialisée dans les jeux télévisés, lancée le 1er décembre 1994. Elle appartient à Sony Pictures Television depuis le 18 novembre 2019 après le rachat de la part d'AT&T (42 %) pour $380 millions.

## Canada
Depuis le 22 juillet 1997, la chaîne est autorisée pour distribution au Canada.